# Panasiwka (obwód sumski)
Panasiwka (ukr. Панасівка) – wieś na Ukrainie, w obwodzie sumskim, w rejonie romeńskim, w hromadzie Łypowa Dołyna. W 2001 liczyła 832 mieszkańców.